# Religião em Samoa

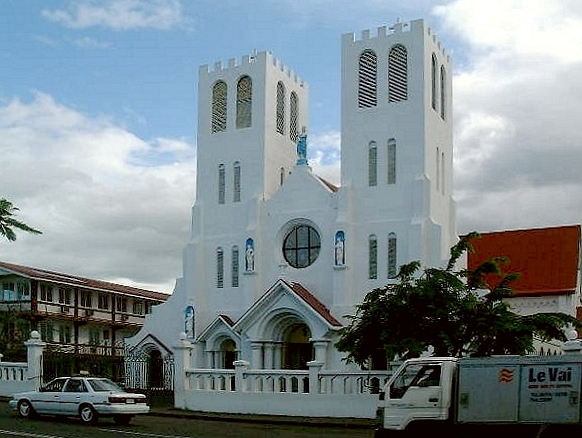
Catedral Católica Mulivai, em Apia, capital do país.

A Religião em Samoa abrange várias denominações religiosas. Quase 99% de sua população é cristã. As maiores denominações religiosas em Samoa são os congregacionalistas (29,8%), católicos (23,3%), metodistas (23,2%), a Assembléia de Deus (22,8%) e os mórmons (12,7%). Outros grupos cristãos que representam entre 5% e 10% da população são a Igreja do Nazareno, Igreja Anglicana, Testemunhas de Jeová, Evangelho Pleno, Batistas e os Adventistas do Sétimo Dia.